# Henri Hollanders
Henri Hollanders, né le 9 novembre 1922, à Bruxelles, en Belgique et mort le 24 juin 1995, est un ancien joueur belge de basket-ball. Il est le frère d'Alexander Hollanders.